# Kasakhisk (sprog)
 Denne artikel bør gennemlæses af en person med fagkendskab for at sikre den faglige korrekthed.

 For alternative betydninger, se Kasakhisk. (Se også artikler, som begynder med Kasakhisk)
Kasakhisk (kasakkisk) er det officielle sprog i Kasakhstan. Det er et tyrkisk sprog i den kyptjakiske gruppe og dermed en del af den postulerede altaiske sprogfamilie. Det officielle kazakhiske alfabet i Kasakhstan har siden 1940 været kyrillisk. I perioden 1929-1940 var sproget også skrevet med latinsk alfabet, men i forbindelse med 2. verdenskrig gik man over til kyrillisk. Før 1929 blev brugtes det arabiske alfabet. I 2017 vedtog Kasakhstans regering tilbagevenden til det latinske alfabet, som skal strække sig over perioden 2017-2025. Den latinske variant til kasakhisk baserer sig på løsningen for karakalpakiske (tyrkiske) sprog, og bruges også i f.eks. Usbekistan. Kasakhisk tales ikke meget i Kasakhstans større byer som f.eks. Almaty, Astana og Uralsk, hvor det konkurrerer med russisk. Men når man færdes på landet og i de små byer, som f.eks. Sjimkent, hører man mest kasakhisk og meget lidt russisk.[kilde mangler]
I lighed med andre tyrkiske sprog er kasakhisk agglutinativt, har vokalharmoni, bruger ledrækkefølgen Subjekt-Objekt-Verbal, har izafet-konstruktioner. Trods rækken af grammatiske ligheder, morfologisk såvel som syntaktisk, er forståelsesgraden i forhold til tyrkisk hæmmet, dels af en række fonetiske forandringer i kasakhisk, herunder svækkelse af vokalharmonien, dels på grund af en række russiske låneord i kasakkisk, dels på grund af det højere antal arabismer og persismer i tyrkiet-tyrkisk, hvorved en mængde arveord er fortrængt.